# 施特拉森
施特拉森（德语、法语：Strassen）是卢森堡中部的一个市镇，属于卢森堡县。   

## 历史
市镇施特拉森于1851年1月6日从贝尔特朗日划出成立。成立施特拉森的法律于1849年8月6日获得通过。

## 文化
每两年举行一次的Stroossefestival节于9月在施特拉森镇中心举行。

## 交通
像卢森堡的其他地方一样，公共交通便捷高效。有公交车（生态混合动力车）通往到卢森堡市。施特拉森已为其市民提供了城市夜见摆渡车服务。   

## 知名人士
- 卢森堡的贝纳尔（Bernard of Luxemburg，卒于1535年），多明我会神学家